# تپه پرچستان ۱
تپه پرچستان ۱ مربوط به هزاره ۴ و ۳ قبل از میلاد است و در شهرستان ایذه، بخش مرکزی، دهستان حومه شرقی، جنوب روستای پرچستان واقع شده و این اثر در تاریخ ۲۶ اسفند ۱۳۸۷ با شمارهٔ ثبت ۲۵۹۹۹ به‌عنوان یکی از آثار ملی ایران به ثبت رسیده است.